# Lycamobile
Lycamobile ist ein britisches Telekommunikationsunternehmen mit Sitz in London, das in 18 Ländern aktiv ist. Lycamobile beschäftigt heute rund 5000 Mitarbeiter und erzielte im Geschäftsjahr 2012/2013 einen Umsatz von 1 Milliarde Euro. Weltweit werden etwa 14 Millionen Kunden versorgt.

## Geschichte
Lycamobile wurde 2006 vom gebürtigen Sri-Lanker Subaskaran Allirajah gegründet. Lycamobile richtet sich an die sogenannte Ethno-Zielgruppe, die weit von ihrer Heimat lebt. Eine Vorgängergesellschaft war mit 10 Mitarbeitern bereits seit 2001 präsent. Die Marke Lycamobile gehört der portugiesischen Holdinggesellschaft Hastings Trading e Serviços Lda. Es wurden 150 Millionen Pfund in das Unternehmen investiert. Ende 2014 hatte Lycamobile 12 Millionen Kunden weltweit.
CEO des Unternehmens war bis 14. Februar 2014 Milind Kangle, seitdem ist es Christopher Tooley.

## Kritik
2016 geriet das Unternehmen aufgrund undurchsichtiger Bilanzen und laxer Standards in die Schlagzeilen. Ebenso standen auch Vorwürfe von Geldwäsche in Großbritannien im Raum sowie, dass das Unternehmen Terroristen wie den Attentätern von Paris anonyme Telefonate ermöglicht habe.

## Länder und Partnernetze
| Land                   | Partnernetz        |
| ---------------------- | ------------------ |
| Österreich             | A1 Telekom Austria |
| Australien             | Telstra            |
| Belgien                | Mobistar           |
| Dänemark               | TDC                |
| Frankreich             | Bouygues Telecom   |
| Deutschland            | o2 Telefónica      |
| Irland                 | Three              |
| Italien                | Vodafone           |
| Niederlande            | KPN                |
| Norwegen               | Telia Company      |
| Polen                  | Polkomtel          |
| Portugal               | Vodafone           |
| Spanien                | Telefónica         |
| Tunesien               | Tunesie Telecom    |
| Rumänien               | Telekom Romania    |
|                        |                    |
| Schweden               | Telenor            |
| Schweiz                | Swisscom           |
| Vereinigtes Königreich | o2                 |
| Vereinigte Staaten     | T-Mobile           |

## Einstieg in den Medienbereich
Anfang 2014 übernahm Lycamobile den insolventen britischen Radiosender Sunrise Radio, der für die indische Bevölkerung Londons sendet. Am bisherigen Namen hielt man jedoch nicht fest und benannte den Sender im Februar 2014 in 1458 AM (angelehnt an die Hauptfrequenz im Mittelwellenband 1458 kHz) um. Später wurde der Sender auf seinen endgültigen Namen Lyca Radio 1458 umbenannt. Daneben betreibt Lycamobile auch noch die Sender Lyca Dilse Radio 1035, Time 106.6 FM sowie Time 107.5 FM.

## Weitere Geschäftsbereiche
Neben dem Geschäftsbereich der Mobiltelefonie ist die Marke Lyca in weiteren Geschäftsbereichen vertreten. Die 2001 gegründete Tochtergesellschaft Lycatel bietet Telefonkarten an, die Großhändler unter ihren eigenen Markennamen verkaufen können. Lycatel ist in Australien, Belgien, Dänemark, Frankreich, Indien, Irland, Italien, Kanada, den Niederlanden, Norwegen, Österreich, Portugal, Rumänien, Schweden, der Schweiz, Spanien, dem Vereinigten Königreich, und den Vereinigten Staaten aktiv. Die bekanntesten Markennamen von Lycatel sind Africa Tel, Cobra, Eurocity, One+One, Spicy Tel, Supertel, Unitel, Viper und World Call. Unter dem Namen Lycaworld wird ein Tarif angeboten, der – abgesehen von einer Verbindungsgebühr – kostenlose Anrufe zu Kunden in anderen Lycamobile-Ländern ermöglicht. Unter dem Namen Lycatalk werden Telefonkarten ins Ausland angeboten. Lycatalk ist in Italien, Kanada, Norwegen, dem Vereinigten Königreich und den Vereinigten Staaten aktiv. Unter der Marke Lycafly werden seit 2007 Flüge in asiatische Länder wie Sri Lanka und Indien angeboten. Lycamoney ist eine vorausbezahlte Kreditkarte. Lycaremit ist ein Überweisungsdienst, mit dem Zahlungen ins Ausland abgewickelt werden können. Im Jahre 2013 wurde die britische Radiostation Sunrise Radio übernommen. Neben LycaRadio wird ein weiteres Programm Lyca Dilse angeboten, die (teilweise aus regulatorischen Vorgaben) im Wesentlichen die bisherige Programmstruktur beibehalten haben. Zielpublikum sind die südasiatischen Gemeinschaften.
LycaTV ist ein Online-Streaming-Angebot. Lyca Productions ist eine Filmproduktionsgesellschaft in Indien. GT Mobile ist eine Tochtermarke von Lycamobile mit gesonderten Tarifen und wird in Australien, Dänemark, den Niederlanden, Schweden und im Vereinigten Königreich vermarktet. In Deutschland wurde die Marke wegen mangelnden Erfolgs Ende 2013 eingestellt, die Kunden wurden zu Lycamobile migriert.

## Lycamobile in deutschsprachigen Ländern

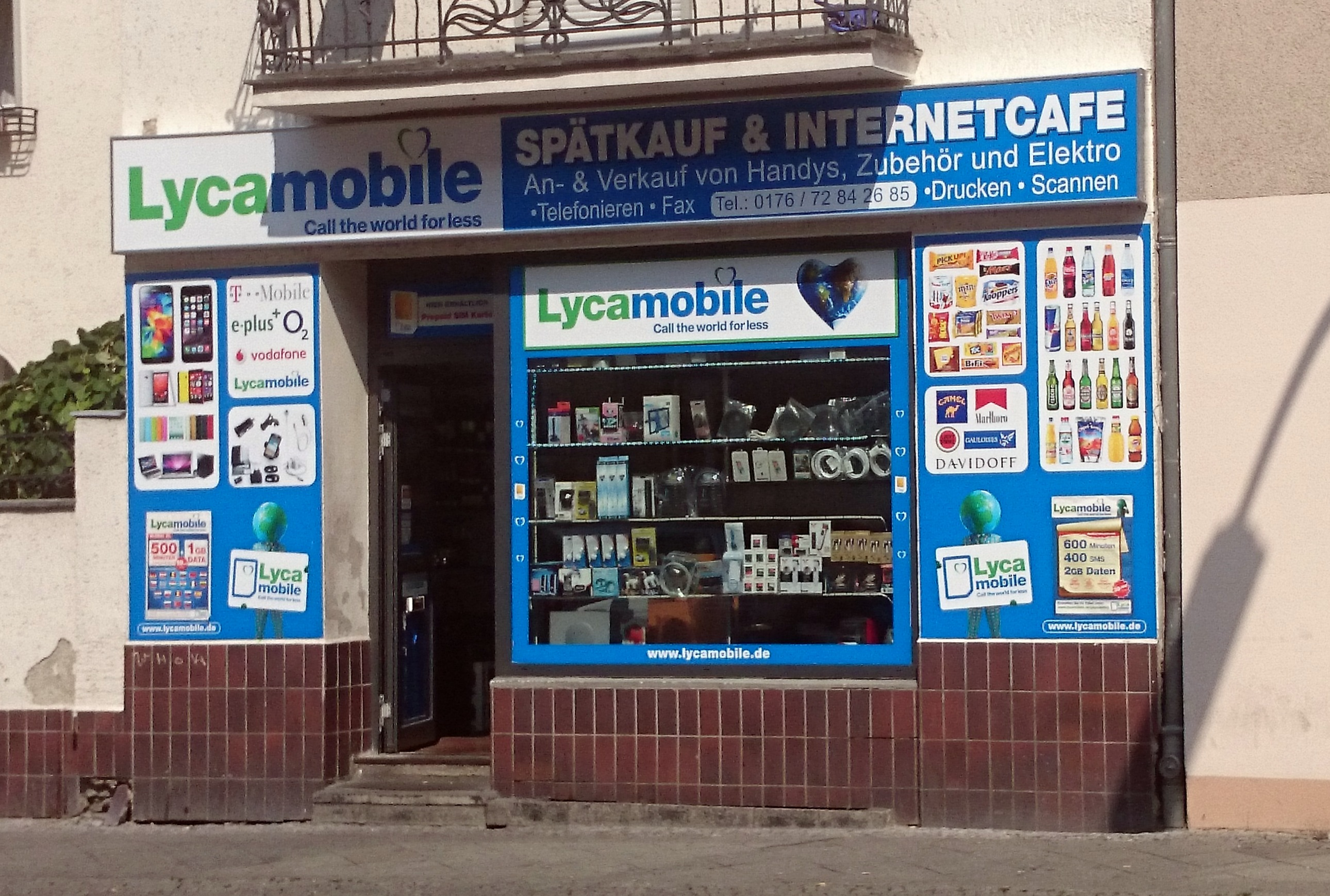
Berliner Spätkauf mit Lycamobile-Werbung

### Lycamobile in Deutschland
Am 1. Juni 2011 startete Lycamobile mit seinem Angebot auch in Deutschland. Hierzu ging man eine Kooperation mit Vodafone ein und nutzt die Vorwahl 01521. Wie in den anderen Ländern ist Lycamobile in Deutschland ein virtueller Netzbetreiber (MVNO), das heißt, man betreibt eine eigene Mobilfunkvermittlung sowie eigene Server und nutzt lediglich das Netz von Vodafone mit.
An der Spitze der Lycamobile Ltd. Deutschland waren hauptsächlich Dietmar Görlach als Country Manager und Osman Talip als National Key Account Manager sowie als Business Development Manager eingesetzt worden.
Im Dezember 2021 wurde bekannt, dass Lycamobile seine Geschäfte in Deutschland jahrelang über eine irische Briefkastengesellschaft abrechnete und so versuchte, die in Deutschland anfallende Umsatzsteuer zu vermeiden. Irland verfügt über einen der niedrigsten Steuersätze für Körperschaften innerhalb Europas. Nachdem der Bundesfinanzhof diese Praxis für unzulässig erklärte und Steuernachforderungen in Höhe von 72 Millionen Euro geltend machte, stellte Lycamobile für seine deutsche Tochtergesellschaft, welche Dienstleistungen auf Rechnung der irischen Gesellschaft betrieb, am 18. Mai 2021 einen Insolvenzantrag. Bereits im Vorfeld wurde diese von Lycamobile Germany GmbH in Amalasandan Dienstleistungen GmbH umbenannt, um Schaden von der Marke in Verbindung mit der Insolvenz abzuwenden. Der vom Amtsgericht Frankfurt am Main bestellte Insolvenzverwalter fand an der angegebenen Firmenadresse in Frankfurt am Main weder ein Büro, noch Mitarbeiter, geschweige denn Unterlagen vor. Für Kunden hatte die Insolvenz keine Auswirkungen, da das Deutschlandgeschäft inzwischen über die Lycamobile Europe Limited mit Sitz in England abgewickelt wird. Seit September 2024 benutzt Lycamobile das Netz von Telefonica Germany. [40]

### Lycamobile in Österreich
Am 8. November 2013 startete Lycamobile in Österreich und nutzt das Netz von A1, einer Tochtergesellschaft der Telekom Austria.

### Lycamobile in der Schweiz
Zuerst, am 3. Juli 2008, startete Lycamobile in der Schweiz und nutzt dort das Netz von Swisscom. Seit dem 5. August 2014 verfällt ein aufgebuchtes Guthaben nach drei Monaten (siehe AGB 4.6).